# St. Marien (Ellrich)

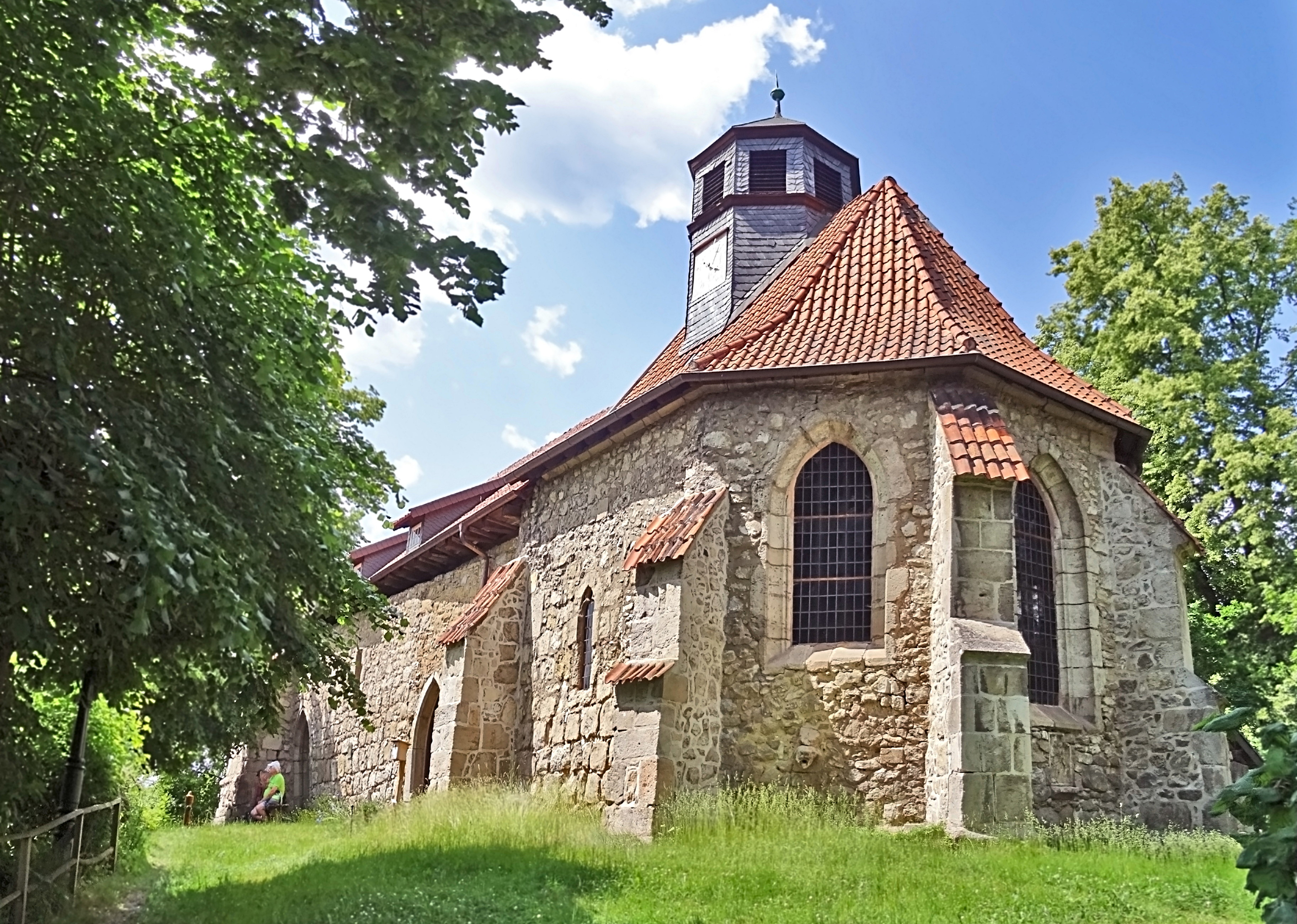
St. Marien (Ellrich), auch Frauenbergkirche genannt

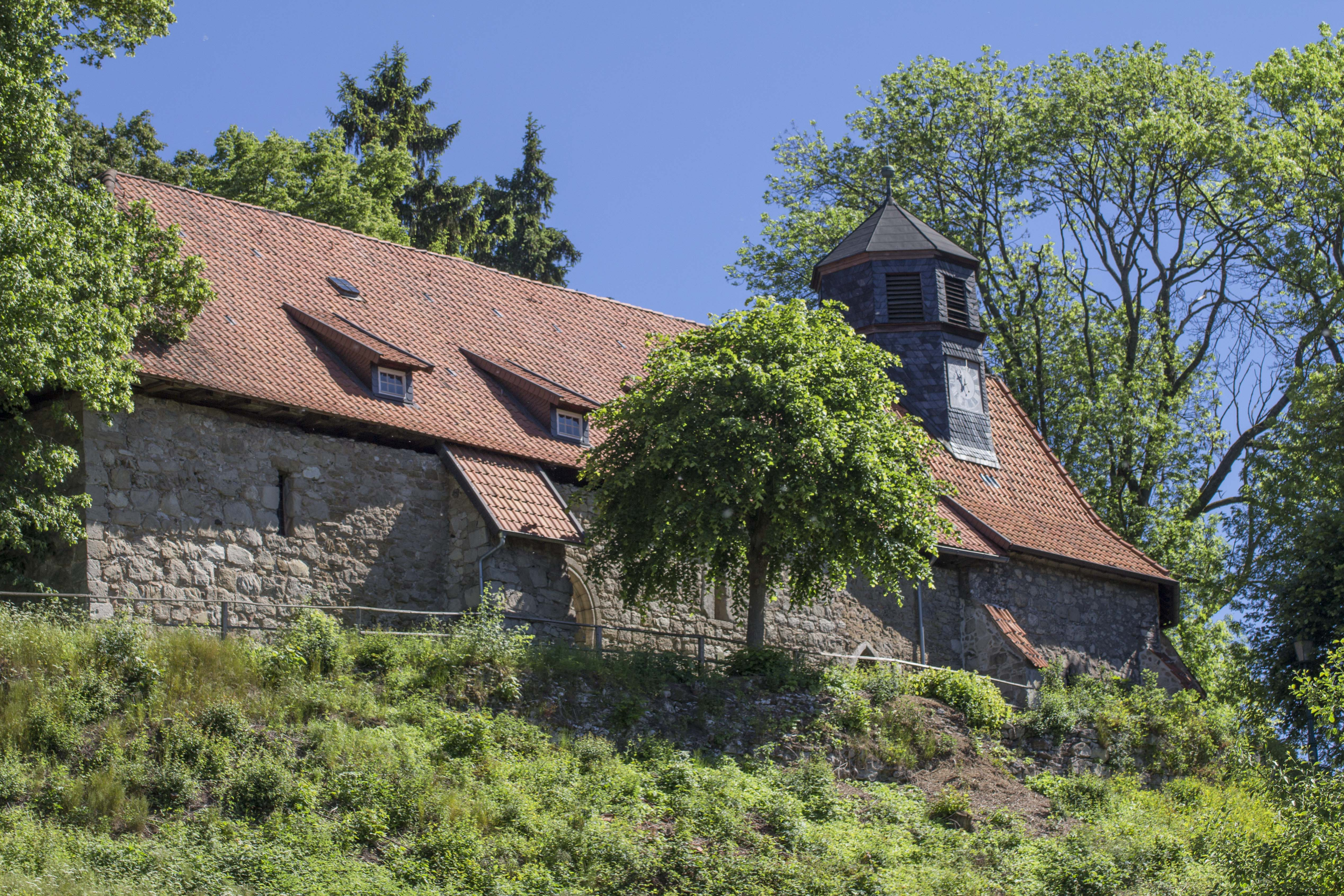
Die St.-Marien-Kirche auf dem Frauenberg in Ellrich

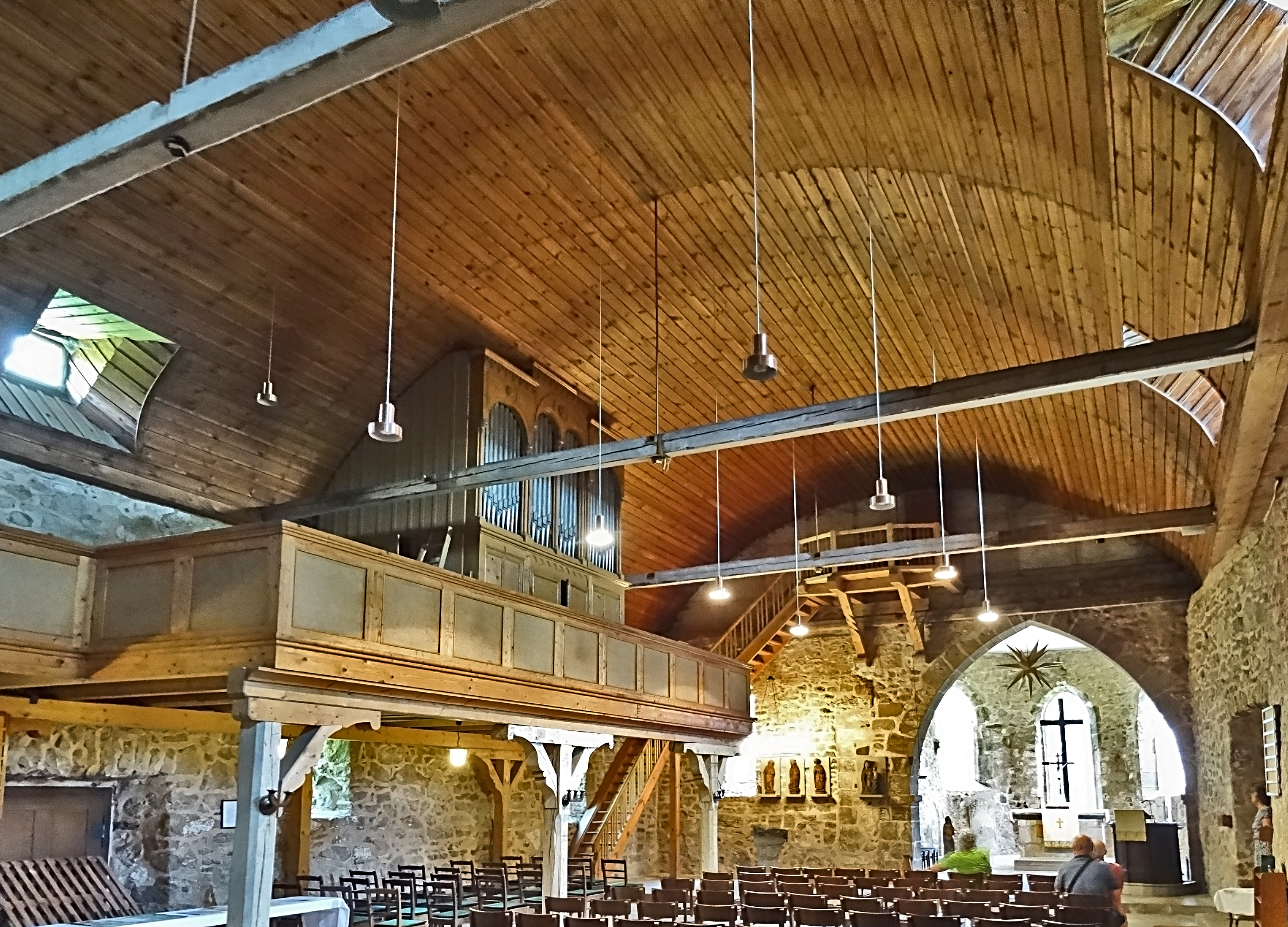
Innenansicht nach Osten

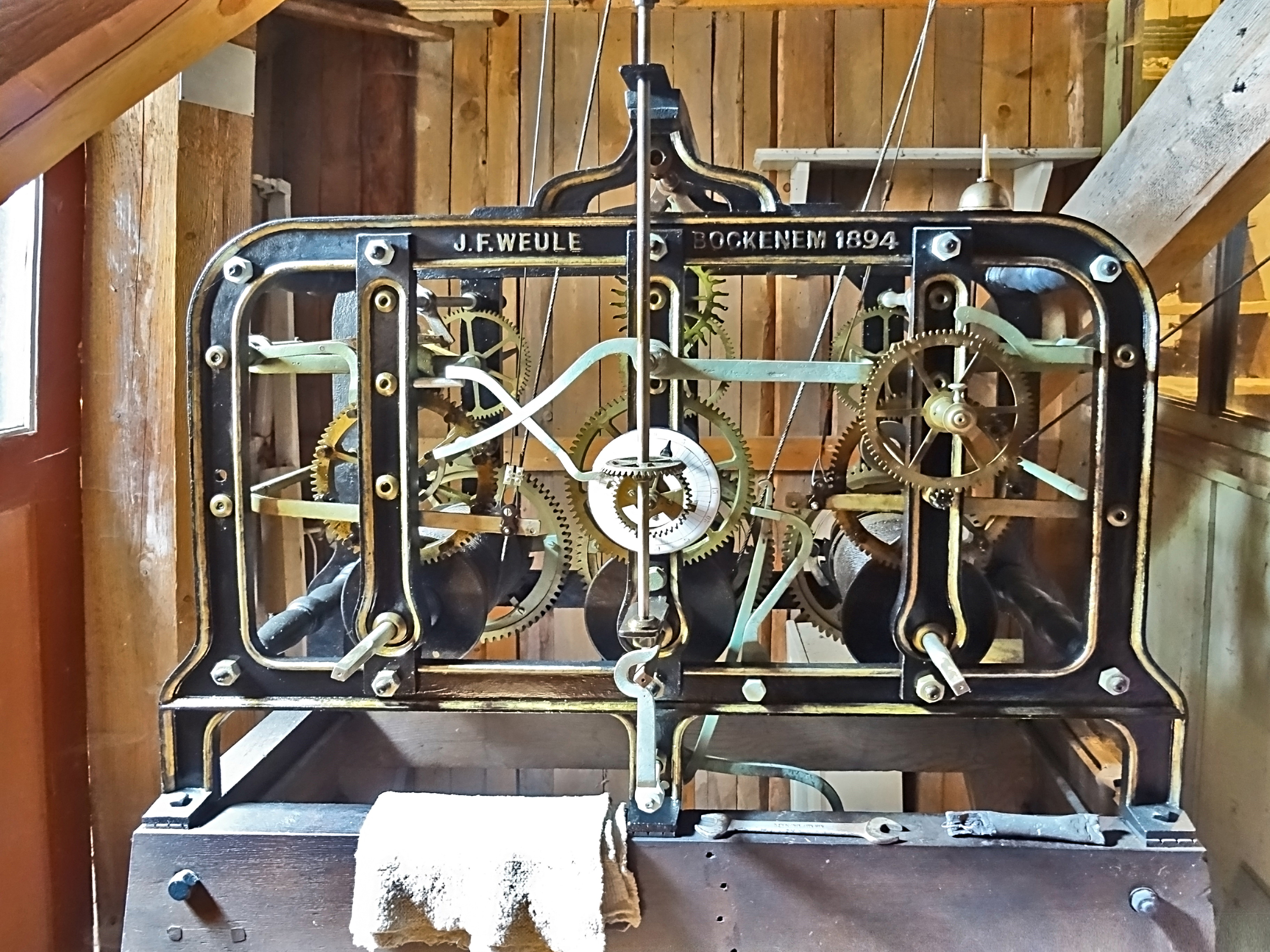
Weule-Turmuhr

Die evangelische Kirche St. Marien, auch Frauenbergkirche genannt, steht in der Stadt Ellrich auf dem Frauenberg im Landkreis Nordhausen in Thüringen.
Die um 720 geweihte Wehrkirche ist das älteste sakrale Bauwerk im Landkreis Nordhausen und in der Stadt Ellrich.

## Geschichte
Die Siedlung „Alarichi“, nördlich der heutigen Stadt zwischen Zorge und dem Frauenberg, wurde 876 erstmals  erwähnt. Auf dem Frauenberg könnte in vorchristlicher Zeit eine Kultstätte gestanden haben, auf der dann im 9./10. Jahrhundert eine Holzkirche errichtet wurde. Frühestens im 11. Jahrhundert haben die Bewohner die Holzkirche durch einen Steinbau ersetzt, der im 14./15. Jahrhundert erweitert wurde.
Die Stadt entwickelte sich im Laufe der Zeit nicht um den Frauenberg und die Wehrkirche herum, sodass sie außerhalb der Stadtmauer blieb und die Marktkirche St. Johannis zum geistlichen Zentrum wurde.
Die Frauenberg-Kirche ist ein einschiffiges Gotteshaus mit einem Altarraum und nördlich angebauter Sakristei. Ihr Grundriss beträgt 33 × 11 Meter. Die auffallend kleinen Fenster sind ein möglicher Hinweis auf eine Wehrfuntion der Kirche im frühen Mittelalter. Im 13. Jahrhundert wurden der Chorraum und der Dachreiter mit Glockenaufhängung im  frühgotischen Stil gestaltet.
In nachreformatorischer Zeit fanden in der Kirche vor allem Vespergottesdienste statt. Napoleons Truppen nutzten sie als Pferdestall.
Nach dem Ende 1957 die Schließung der Marktkirche St. Johannis verfügt worden war, wird das Gotteshaus seit 1958 regelmäßig als Sommerkirche von der evangelischen Kirchengemeinde genutzt.
Im Altarraum der „Marien-Kirche“ stehen ein frühgotisches Altarkruzifix aus dem 13./14. Jahrhundert sowie eine spätgotische Pietà aus der Mitte des 15. Jahrhunderts. An der östlichen Außenwand ist ein Steinrelief aus dem 15. Jahrhundert mit Maria mit dem Christuskind angebracht. Ein Handwaschbecken mit Abfluss nach außen aus der gleichen Zeit befindet sich in einer Nische. Die beiden Kirchenglocken wurden 1957 von Glockengießerei Schilling & Lattermann in Apolda gegossen. Der Taufstein von 1596 stammt aus Steinrode und wurde 1967 hier aufgestellt. Die Orgel von Robert Knauf aus dem Jahre 1887 befand sich früher in der Kirche in Mauderode.
Die 1894 hergestellte Turmuhr der Firma J. F. Weule aus Bockenem war zuvor in der Kirche in Liebenrode und wurde erst 1987/89 hier eingebaut.
Das Gotteshaus steht unter Denkmalschutz.

## Glocken
Das Geläut besteht aus zwei Glocken. Sie stammen aus dem Jahr 1957. Bis 1964 wurden sie mit Seil per Hand angetrieben, danach wurden Glockenläutemaschinen eingebaut.
Die große Glocke besitzt einen Durchmesser von 104 cm, eine Höhe von 82 cm und eine Masse von 522 kg. Am Hals besitzt sie die Inschrift „KOMMET VOR SEIN ANGESICHT MIT FROHLOCKEN“. Auf der vorderem Fläche befindet sich ein Christusmonogramm, hinten am Hals das Gießerzeichen der Firma Schilling & Lattermann, auf der hinteren Fläche die Inschrift „AD 1957“.
Die kleine Glocke besitzt einen Durchmesser von 89 cm, eine Höhe von 72 cm und eine Masse von 288 kg. Sie trägt am Hals die Inschrift „DIENET DEM HERRN MIT FREUDEN“. In den weiteren Verzierungen ist sie mit der großen Glocke identisch.
Zuvor hatte die Kirche bis zum Jahr 1853 zwei Glocken besessen, die jedoch ausgebaut werden mussten, da das Glockentürmchen baufällig geworden war. Sie wurden in die Johanniskirche gebracht und dort beim Westeingang im Turm ausgestellt. Bei den Stadtbränden 1860 und 1907 wurde die Johanniskirche stark beschädigt und jeweils eine Glocke zerstört.